# Vaterpolski klub Jug
El VK Jug (Vaterpolski klub Jug) és un club de waterpolo de la ciutat de Dubrovnik, a Croàcia. Es va fundar el 1923 com a part de la societat esportiva "JUG"

## Palmarès
- Lliga de Campions
  - Campions (4): 1980-81, 2000-01, 2005-06, 2015-16
  - Finalistes (4): 2007-08, 2006-07, 2012-13, 2016-17
- Copa LEN
  - Campions (1): 1999-00
- Recopa d'Europa
  - Finalistes (2): 1984-85, 1987-88
- Supercopa d'Europa
  - Campions (2): 2006, 2016
  - Finalistes (1): 1981
- Lliga Adriàtica
  - Campions (4): 2008–09, 2015–16, 2016–17, 2017–18
  - Finalistes (6): 2009–10, 2010–11, 2012–13, 2013–14, 2014–15, 2018–19
- Copa COMEN
  - Campions (1): 1998
- Lliga croata: 
  - Campions (16): 1999-00, 2000-01, 2003-04, 2004-05, 2005-06, 2006-07, 2008-09, 2009-10, 2010-11, 2011-12, 2012-13, 2015-16, 2016-17, 2017-18, 2018-19, 2019-20
- Copa croata
  - Campions (14): 1994, 1996, 2000, 2002, 2003, 2004, 2006, 2007, 2008, 2009, 2016, 2017, 2018, 2019
- Lliga iugoslava
  - Campions (22): 1924-25, 1925-26, 1926-27, 1927-28, 1928-29, 1929-30, 1930-31, 1931-32, 1932-33, 1933-34, 1934-35, 1935-36, 1936-37, 1939-40, 1948-49, 1949-50, 1950-51, 1979-80, 1980-81, 1981-82, 1982-83, 1984-85
- Copa iugoslava
  - Campions (2): 1981, 1983